# Strada statale 65 della Futa
La strada statale 65 della Futa (SS 65), già strada regionale 65 della Futa (SR 65) e strada provinciale 65 della Futa (SP 65) in Emilia-Romagna, è una strada statale italiana.

## Storia
La strada statale 65 venne istituita nel 1928 con il seguente percorso: "Firenze - Passo della Futa - Bologna."
In seguito al decreto legislativo n. 112 del 1998, dal 2001, la gestione è passata dall'Anas alla Regione Toscana e alla Regione Emilia-Romagna, che hanno ulteriormente devoluto le competenze alla Provincia di Firenze e alla Provincia di Bologna. Quest'ultima ha denominato la strada come provinciale (SP 65) non essendoci in Emilia-Romagna la classificazione di strada regionale. La proprietà della strada è rimasta comunque di Anas, nell'ottica di trasferimento della sola gestione tecnico-manutentiva.
Nel 2018, il tratto toscano in gestione alla Città metropolitana di Firenze (erede della ex Provincia) è stato riclassificato nella rete stradale di importanza nazionale tramite il DPCM del 20 febbraio 2018; Il tratto compreso tra i km 4,903 (fine del centro abitato di Firenze) al km 61,965 (confine con la Regione Emilia-Romagna) è pertanto passato a gestione Anas, come previsto dal piano Rientro Strade.
Dal 1º aprile 2021 anche il rimanente tratto emiliano (km 61,695 - 90,700) in gestione alla Città metropolitana di Bologna, è stato riclassificato secondo il DPCM del 21 novembre 2019 e conseguentemente è ritornato sotto la gestione Anas.

## Percorso

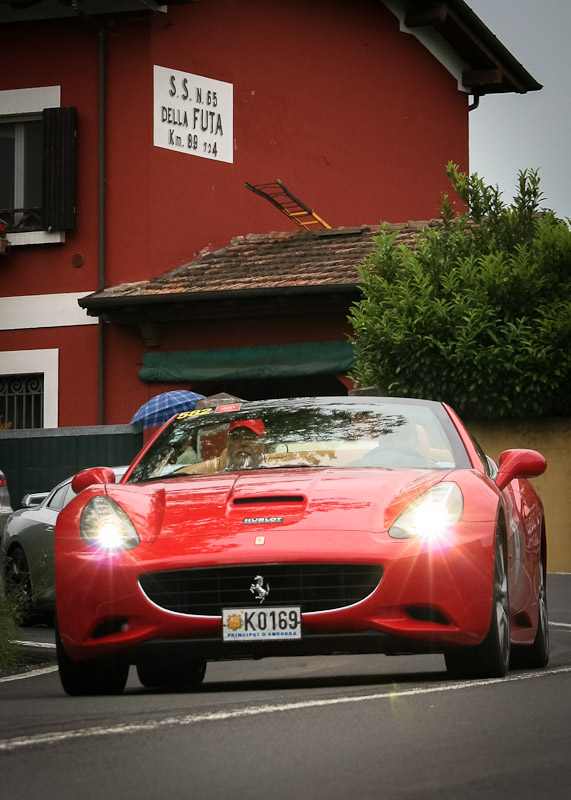
Una Ferrari California percorre la SP 65 durante la Mille Miglia del 2012. Foto scattata al km 89 presso Pianoro (BO).

Inizia a Firenze al Ponte Rosso, dove ha inizio anche la ex Strada statale 302 Brisighellese Ravennate o via Faentina, ed è uno dei più importanti collegamenti con Bologna.
Esce a nord del capoluogo toscano con il nome di "via Bolognese", attraversa le frazioni di Trespiano e Montorsoli prima di arrivare a Pratolino nel comune di Vaglia, prosegue nei comuni di Vaglia, lambendone l'abitato, San Piero a Sieve, costeggia il Lago di Bilancino a Barberino di Mugello, sale verso Montecarelli dove incrocia la SP 8 militare per Barberino, Calenzano e Prato. Valica il Passo della Futa, tocca ancora Covigliaio dove poco dopo innesta la ex Strada statale 503 del Passo del Giogo e dopo aver valicato il Passo della Raticosa entra in Emilia.
In territorio emiliano tocca Monghidoro, Loiano, Pianoro e arriva a Bologna, a sud della città (nel Quartiere Savena), assumendo inizialmente la denominazione di via Toscana e poi quella di via Augusto Murri. La strada prosegue fino al centro della città con il percorso della storica via Santo Stefano e terminando in via Farini, tangendo quattro importanti piazze: piazza santo Stefano, piazza Minghetti, piazza Cavour e piazza Galvani.

### Tratti ammodernati
La strada ha mantenuto gran parte del suo percorso originario. Le parti in variante al percorso originale sono:
- Appena prima di Trespiano, in comune di Firenze, dove taglia la località Lastra proseguendo, con una sezione stradale più ampia, come Via Bolognese Nuova, e ricongiungendosi al tracciato storico poco dopo.
- La variante di Vaglia, aperta al traffico nel 2003, taglia fuori l’abitato del suddetto comune.[6]
- La variante di Tagliaferro e Campomigliaio: in occasione dell’apertura della fermata di Campomigliaio sulla rinnovata ferrovia Faentina, il tratto di statale che attraversava le frazioni di Tagliaferro e Campomigliaio è stato declassato e sostituito nel 1999 con una variante posta a nord dei due abitati.
- Il ponte sull’invaso del Bilancino, costruito negli anni precedenti all’inaugurazione della relativa diga, incrocia la SP 131 Via del Lago, che permette il collegamento con Barberino di Mugello e il relativo casello autostradale.

È in progetto una variante alla frazione di Cafaggiolo, sede dell’omonima Villa Medicea, per deviare il traffico lontano da essa e da una sede stradale stretta e particolarmente pericolosa.

#### SS 65 bis
Una ulteriore alternativa al percorso della statale si ha tra Pianoro Vecchio e Rastignano, nella Città Metropolitana di Bologna, dove nei primi anni '80 è stata aperta la Strada provinciale 85 Fondovalle Savena, naturale prosecuzione della vecchia FVS degli anni '50, che permette di deviare il traffico fuori dai centri abitati costeggiando il sopraccitato fiume. Questo tratto, di 8.307 km, inizia dall'innesto con la SS 65 a Pianoro Vecchio e termina poco prima dell’abitato di Rastignano presso il "Ponte delle Oche". Allo stato attuale la variante è incompleta, tuttavia sono attualmente in corso i lavori per completare la viabilità rimanente e collegarsi alla tangenziale bolognese.
Nel 2021, in seguito al piano Rientro Strade, l’arteria è stata ceduta ad ANAS, la quale ha provveduto a riclassificarla come SS 65 bis.